# Infanzia. Scene di vita di provincia
Infanzia. Scene di vita di provincia (Boyhood: Scenes from Provincial Life) è il primo volume di un'autobiografia fittizia dell'autore Premio Nobel 2003 J. M. Coetzee pubblicato dalla casa editrice Einaudi nel 2001. In questo, come nei volumi successivi, il protagonista si chiama John Coetzee e il corso della sua vita è perfettamente parallelo alla vita reale dell'autore (qui dai 10 ai 13 anni). Tuttavia Coetzee presenta questi tre volumi come romanzi. A Infanzia seguono Gioventù. Scene di vita di provincia e Tempo d'estate. Scene di vita di provincia.

## Edizioni italiane
- J. M. Coetzee, Infanzia. Scene di vita di provincia, traduzione di Franca Cavagnoli, Einaudi (coll. "Supercoralli"), 2001,  p. 169, ISBN 88-06-15519-9.